# 小須戸 (新潟市)
 小須戸 （こすど）は、新潟県新潟市秋葉区の大字。郵便番号は956-0101。

## 概要
江戸期から現在までの地名。1889年（明治22年）まであった小須戸町村の区域。
地名は「寄り州」または川を越すところという意味にちなむ。小須戸村、小須戸町村ともいい、1678年（延宝6年）以後は小須戸町と称した。

### 隣接している町字
北から東回り順に、以下の町字と隣接する。
- 新津四ツ郷屋
- 浦郷屋
- 梅ノ木
- 竜玄新田
- 新保
- 横川浜
- 子成場

※信濃川を挟んで戸石新田、下八枚、中小見と隣接。

## 歴史
1673年から1711年（延宝から宝永年間）には町として発展したといわれ、1704年から1711年（宝永年間）には六斎市が立てられた。馬市も1768年（明和5年）以前から開かれていた。

### 沿革
- 1889年（明治22年）4月1日 : 町村制施行により、小須戸町村が小須戸町に改称。
- 1901年（明治34年） : 小須戸大火により約85％を焼失。
- 1901年（明治34年）11月1日 : 合併により小須戸町の大字となる[5]。
- 2005年（平成17年）3月21日 : 合併により新潟市の大字となる。
- 2007年（平成19年）4月1日 : 新潟市の政令指定都市移行により、秋葉区の大字となる。
- 2010年（平成22年）7月23日 : 小須戸大火により町屋22棟が全焼。1棟が半焼する。[6]

## 世帯数と人口
2018年（平成30年）1月31日現在の世帯数と人口は以下の通りである。
| 大字   | 世帯数  | 人口    |
| ------ | ------- | ------- |
| 小須戸 | 948世帯 | 2,530人 |

## 小・中学校の学区
市立小・中学校に通う場合、学区は以下の通りとなる。
| 番地 | 小学校               | 中学校               |
| ---- | -------------------- | -------------------- |
| 全域 | 新潟市立小須戸小学校 | 新潟市立小須戸中学校 |